# Albert Jonkeren
Albert Jonkeren (Gramsbergen, 27 juni 1884 - Rolde, 27 december 1947) was een Nederlandse burgemeester.

## Loopbaan
Jonkeren werd geboren in Gramsbergen als zoon van Hendrik Jan Jonkeren en Berendina Hultink. Bij zijn huwelijk met Hinderika Jacoba Reijnders in 1918 was hij commies in Rolde. Kort daarop vertrok het gezin naar Leeuwarden. In 1922 werd Jonkeren burgemeester van Termunten en vijf jaar later van Sappemeer.
Bij het aanbreken van de Tweede Wereldoorlog bleef hij aanvankelijk aan als burgemeester. Hij werd echter in 1943 gearresteerd als represaille voor stakingen van het gemeentepersoneel en het personeel van de strokartonfabriek van Scholten. Hij werd vervangen door NSB-burgemeester Van der Ham. Na de oorlog keerde Jonkeren formeel terug, maar hij was wegens zijn slechte gezondheid niet in staat het werk te hervatten. Zijn werk werd waargenomen door wethouder Boer. In 1946 werd opvolger Stronkhorst geïnstalleerd. Jonkeren verhuisde weer naar Rolde, waar hij in 1947 op 63-jarige leeftijd overleed.